# Antun Kojović
Antun Kojović (Budva 1751 – Budva 1845) bio je crnogorski pisac.

## Biografija
Pravo i istoriju studirao je u Loretu, gde je i doktorirao. Poslije završenog školovanja vratio se u Budvu. Bio je kanonik i vikar Budvanske biskupije i učitelj.
Kojovićev opus čine dvije knjige izuzetno vrijednih Memoara i Dnevnika, poezija na narodnom jeziku, a autor je i dvije kraće pokladne drame, koje su „mnogokrat” izvođene na gradskome trgu u Budvi tokom karnevalskih svečanosti. Prva od tih dviju komedija, Smiješni razgovor ili mala komedija..., sačuvana je u autografu i datirana 1813. godine. Druga komedija sačuvana je u poznijem prijepisu i nema naslova, a u istoriji književnosti navodi se kao Smiješni razgovori II. Žanrovski riječ je o tradicionalnoj formi farse, jednostavnoga humora i satire, u kojima je na komičan način predstavljen svakodnevni život onovremene Budve. Pisane rimovanim deseteračkim stihovima, te su komedije, pored aktuelnosti tematike, pažnju savremenika plijenile i živim, humorom prožetim, narodnim govorom. Sam Kojović je u Dnevniku pod datumom „28. februar 1813. godine” pribilježio izvođenje svoje prve komedije: „Izvođena je na trgu i na drugim mjestima na narodnom jeziku jedna farsa, koja se dopadala jer je bila šaljivo-satirična”. Osim toga podatka o scenskim izvedbama dragocjen je i navod iz Memoara da je supruga mletačkoga upravnika Zena Aleksandra Zorzija, Kjara Radoev Zorzi, s grupom nižih oficira 1786. godine organizovala glumačku družinu te da je tako, uz podršku opštinskoga materijala, oformljeno prvo pozorište u Budvi koje je imalo i svoju scenu u jednoj privatnoj kući. I Kojović je, kao violinista, učestvovao u tim pionirskim koracima budvanskoga teatarskog života. No taj je poduhvat bio kratkoga vijeka, a budvanski analist ne donosi nikakve vijesti o repertoaru toga prvog organizovanoga pozorišta na našem tlu. Izvori svjedoče da je Kojović sa svojim učenicima i Miroslavom Zanovićem bio protagonist i barokne inscenacije upriličene u Budvi povodom rođendana austrijskoga cara 14. februara 1819. godine. Prikaz raskošne kočije i mitološke scene u kojoj Jupiter gromovima gađa Razdor, upotpunjen recitovanjem pjesama na narodnome jeziku („canzone ilirica”) morao je ostaviti snažan utisak na onovremene gledaoce.

## Literatura
- Radoslav Rotković, Istorija crnogorske književnosti, knj. II, ICJK, Podgorica, 2012.

## Spoljašnje veze
- https://www.rastko.rs/rastko-cg/umjetnost/mpantic-xvi-xviii/xviii.html